# 돈 세이 워드
《돈 세이 워드》(영어: Don't Say a Word)는 미국에서 제작된 게리 플레이더 감독의 2001년 심리 스릴러 영화이다. 마이클 더글러스 등이 출연하였고, 아넌 밀천 등이 제작에 참여하였다.

## 줄거리
1991년 도둑 일당이 천만 달러 상당의 희귀 보석을 훔치지만 그 중 하나가 배신하여 보석을 빼돌린다. 10년 뒤 저명한 맨해튼 소아정신과 전문의 네이선은 옛 동료의 부탁으로 엘리자베스라는 18살 환자를 진찰하게 된다. 사실 옛 동료는 출소한 두목 패트릭으로부터 협박을 받고 있었고, 네이선의 딸을 납치한 패트릭은 네이선에게 보석 회수에 필요한 6 자리 숫자를 엘리자베스에게서 끌어내라고 지시한다.

## 출연
- 마이클 더글러스 - 네이선 콘래드 역
- 숀 빈 - 패트릭 코스터 역
- 브리트니 머피 - 엘리자베스 버로스 역
- 스카이 매콜 바투지액 - 제시 콘래드 역
- 가이 토리 - 마틴 돌런 역
- 제니퍼 에스포지토 - 샌드라 캐시디 형사 역
- 숀 도일 - 러셀 매덕스 역
- 래리 블록 - 수위 역
- 빅터 아고  - 시드니 사이먼 역
- 폴 슐지 - 제이크 역
- 랜스 레딕 - 아니 역
- 팜커 얀선 - 애기 콘래드 역
- 올리버 플랫 - 루이스 색스 역

## 기타 제작진
- 공동 제작: 앤드루 클레이번, 나나 그린월드
- 배역: 에이비 코프먼
- 미술: 넬슨 코츠
- 의상: 엘런 미로지닉
- 음악 감독: 피터 애프터먼